# Coro de la Mezquita-catedral de Córdoba
El coro de la Mezquita-Catedral de Córdoba goza de la fama justificada de ser uno de los más hermosos y mejor ejecutados de toda España.

## Historia
La construcción de la sillería del coro se remonta a 1742, cuando el arcediano de Córdoba José de Recalde dejó al morir un legado de 120.000 reales de vellón para la construcción de una nueva sillería y facistol, en sustitución de la antigua sillería gótica datada de 1486. Se realizó un concurso en el que se presentaron varios artistas, por ejemplo, en 1745 los cordobeses Tomás Jerónimo de Pedrajas y Alonso Gómez de Sandoval, aunque finalmente el obispo Miguel Vicente Cebrián adjudicó el proyecto al sevillano Pedro Duque Cornejo, firmando el contrato el 31 de octubre de 1747. El contrato incluía una serie de condiciones como la obligación de residir en Córdoba, tener el taller en una de las galerías del patio de Naranjos o no asumir otros trabajos sin el consentimiento del cabildo, mientras que el salario eran de 300 ducados anuales, pagando cada medallón grande con 48 pesos escudos, ya que debían ser realizados exclusivamente por el artista. Los medallones pequeños se pagaron a 8 pesos y los de la sillería baja únicamente a 5 pesos.
La obra se inició formalmente en febrero de 1748, realizando primeramente en la talla y ensamblaje de las sillas, mientras a partir de 1754, las labores se simultanearon con el enlosado de mármol de Génova y el banco de piedra y reja que cierra el coro, trasladando el culto a la capilla de Villaviciosa temporalmente. Las nuevas sillas se instalaron en verano de 1755, aunque el terremoto de Lisboa de ese año obligó a interrumpir los trabajos durante tres meses. Finalmente, la obra se inauguró el 17 de septiembre de 1757, falleciendo el arquitecto únicamente dos semanas antes, por lo que se le otorgó una sepultura en el interior del coro.

## Descripción

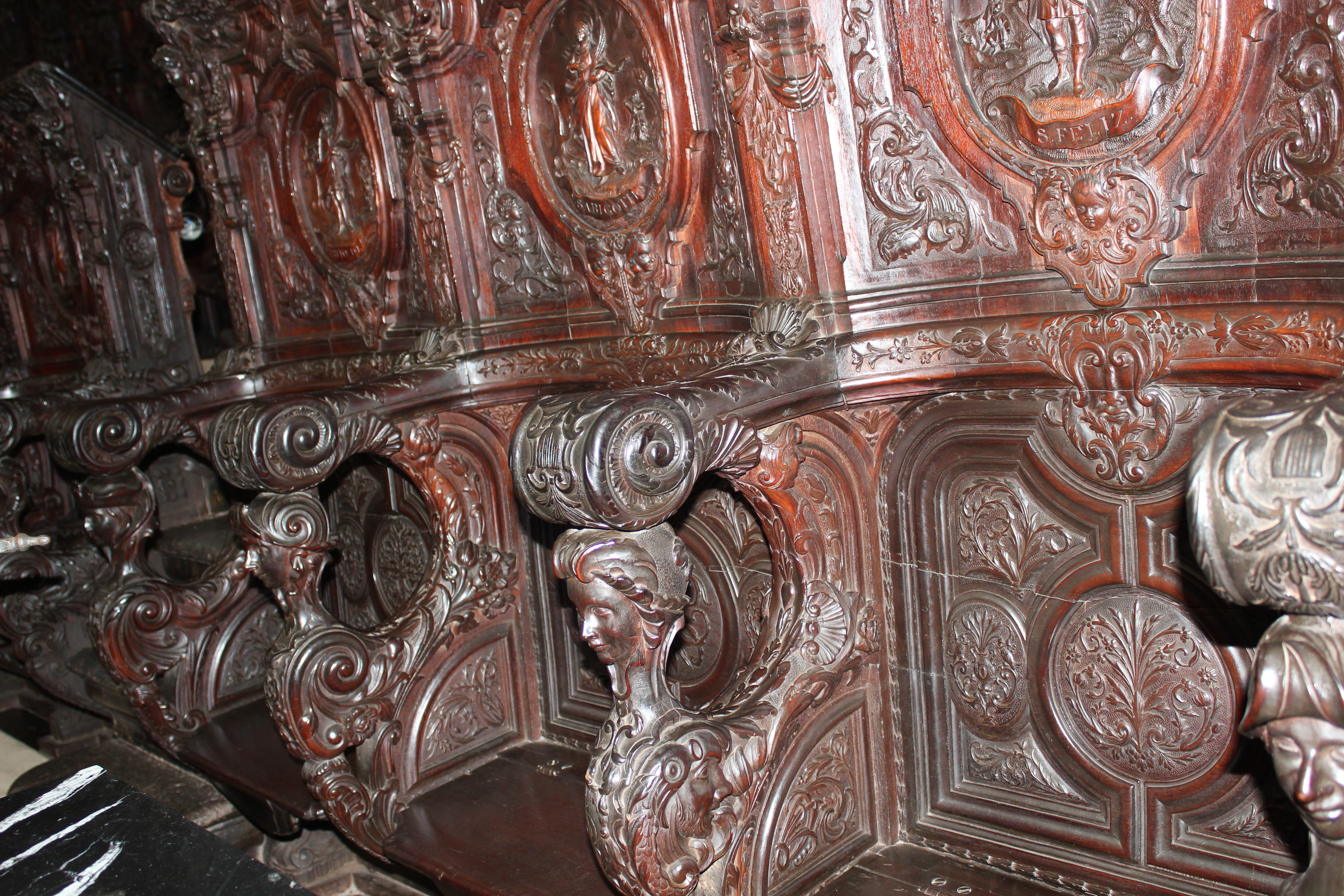
Sitiales del coro.

Los pilares de la nave central, donde se encuentra el coro, se decoran con parejas de apóstoles bajo doseletes, con una fuerte impronta gótica. Por encima hay un friso con tondos y grutescos surmontado por la cornisa; los ventanales son bíforos y adintelados, y están decorados con los escudos de los canónigos que colaboraron en la financiación de las obras. Cerca del arco toral están situados los órganos, realizados en el siglo XVII y restaurados a comienzos del siglo XIX por Patricio Furriel. El de la derecha luce un tondo decorado con una imagen de Santa Cecilia, obra decimonónica de Diego Monroy y Aguilar, y encima se sitúa una escultura alegórica.
Aquí se halla ubicado el coro, cuya sillería es una de las más destacables de este género y la última de las realizadas en las catedrales españolas. Fue diseñada y tallada por el escultor sevillano Pedro Duque Cornejo, quien trabajó en ella desde 1748 a 1757. La sillería está compuesta de 60 sillas altas y 46 bajas. Los sitiales del nivel inferior lucen en los respaldos medallones con relieves de los mártires de Córdoba entre motivos vegetales, mientras que los sitiales del nivel superior están decorados con dos medallones en los que se efigian escenas del Antiguo Testamento en el inferior, inspiradas en las xilografías que ilustran la Biblia Sacra Vulgatae aparecida en Venecia en 1606, y del Nuevo Testamento en el medallón superior, que ponen de manifiesto la extraordinaria calidad del maestro sevillano.
En los ángulos del coro pueden admirarse las tallas de los cuatro Evangelistas, también realizados por Pedro Duque Cornejo en 1754. Hay además dos relojes ingleses con caja de caoba y medallones con Adán y Eva, fechado el de la izquierda en 1737 y el de la derecha en 1758. El atril central, en forma de águila, procede del antiguo coro y es una obra de origen flamenco de hacia 1500, que se ha relacionado con la escuela de Malinas. El coro está separado del presbiterio y del crucero por una reja de bronce dorado realizada en 1759 por el maestro lucentino Antonio García.
En el suelo hay una lápida de mármol negro bajo la cual se hallan los restos de Pedro Duque Cornejo, trasladados aquí desde su primitivo emplazamiento en 1951, como reconocimiento a su obra.
En 1954 ocurrió un incidente que estuvo a punto de provocar el hundimiento del coro. Con motivo de la consagración episcopal de Félix Romero Menjíbar, el coro fue abierto al público. La presencia de personas en el coro fue tan excesiva que estuvo a punto de provocar una catástrofe. Después, al ser requeridos unos carpinteros de la localidad para reparar los desperfectos, estos pudieron comprobar la calidad del trabajo de Duque Cornejo, al darse cuenta de que la obra había sido ensamblada sin utilizar ningún clavo.

### Trono episcopal
El centro del coro lo ocupa la silla episcopal, elevada sobre gradas cerradas con barandas de bronce. Pedro Duque ya trabajaba en ella en 1748, tal y como acredita su firma hallada tras una tabla: Facies opera Dominum magistrum Petrus Cornexo anno domini 1748. Sin embargo, el obispo Miguel Vicente Cebrián quiso enriquecer el proyecto, lo que llevó a un añadido del proyecto de 1.800 pesos escudos. El trono episcopal está rematado por una escultura del arcángel Rafael, custodio de Córdoba, flanqueado por alegorías de la Prudencia y la Templanza. La parte central muestra la Ascensión de Cristo a los Cielos, flanqueado por hornacinas con esculturas a tamaño natural de Santa María Magdalena y Santa Teresa. En la parte inferior se muestran cinco medallones grandes de izquierda a derecha: San Antonio de Padua, San José con el Niño, la Virgen del Pilar, San Miguel venciendo a los ángeles rebeldes y San Vicente Ferrer predicando; estos tres últimos son un homenaje al origen zaragozano del obispo Miguel Vicente Cebrián y a sus dos nombres de pila. Los medallones pequeños muestran escenas de la vida de San Pedro y de San Pablo. Sobre las puertas hay dos tondos con Santa Inés y Santa Catalina y figuras recostadas de la Fortaleza y la Justicia.
Al pie del trono se encuentra un reclinatorio en forma de águila bicéfala, emblema que aparecía en el escudo del obispo Cebrián.